# Coronarctidae
Coronarctidae là một họ của ngành tardigrada. Họ được mô tả lần đầu tiên bởi Jeanne Renaud-Mornant vào năm 1974.

## Chi
Họ bao gồm hai chi, Coronarctus và Trogloarctus.